# Nihon Koki
Nihon Kōki (日本後紀) je uradno naročeno japonsko zgodovinsko besedilo. Dokončano leta 840 je tretji zvezek v Šestih nacionalnih zgodovinah. Zajema leta 792–833.

## Ozadje
Po prejšnji nacionalni zgodovini Šoku Nihongi (797) je cesar Saga leta 819 odredil kompilacijo let od takrat. Besedilo, ki so ga najprej uredili Fudžiwara no Ocugu, Minamoto no Tokiva, Fudžiwara no Jošino in Fudžiwara no Jošifusa, je bilo dokončano leta 840.
Velik del besedila se je izgubil med vojnama Ōnin in Bunmei v poznem 15. stoletju. Od prvotnih 40 zvezkov jih trenutno obstaja le deset: 5, 8, 12, 13, 14, 17, 20–22 in 24.

## Vsebina
Napisana v slogu kanbun, vsebina zajema leta od 792 do 833. Zajema štiri cesarske vladavine: Kanmu, Heizei, Saga, Junna. Besedilo je značilno, da vsebuje kritiko cesarjev in uradnikov ter poezijo.